# Joseph Meister
Joseph Meister (Steige, Alsácia, 21 de fevereiro de 1876 — Paris, 16 de junho de 1940) foi o primeiro ser humano imunizado contra a raiva, por Louis Pasteur, e a sobreviver à infecção da doença, em julho de 1885.
Mais tarde tornou-se funcionário do Instituto Pasteur de Paris, do qual foi seu concierge. Suicidou-se após a invasão alemã na Segunda Guerra Mundial.

## Antecedentes

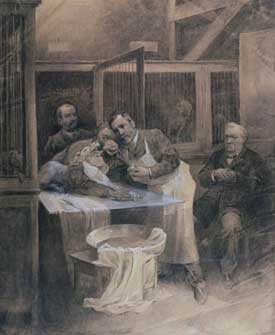
Pasteur extrai o vírus num cão raivoso (por Mucha).

Ante os casos de raiva no país, em 1852 o governo francês ofereceu uma recompensa a quem indicasse um tratamento eficaz contra a raiva.
Em 1880 Pasteur voltou sua atenção para o problema. Auxiliado por cientistas como Émile Roux, Charles Chamberland e Louis Thuillier, em 1881 conseguem isolar o vírus. Efetuam a passagem do agente entre coelhos e, dessecando sua medula espinal e submetendo-os à ação de potassa, conseguem um vírus mais "estável" (com virulência  e incubação constantes), e que podia então ser reproduzido em laboratório, de modo a se produzir uma vacina.
No ano de 1884 descrevem para a Academia de Ciências de Paris que, após sucessivas passagens, a virulência diminuía. Passam a usar experimentalmente em animais a vacina que produziram.
A 25 de março de 1885 Pasteur escreve a Jules Vercel dizendo que ainda não se atrevera a experimentar a vacina em humanos, aventando mesmo a possibilidade de se contaminar e realizar o experimento em si mesmo.

## O ataque

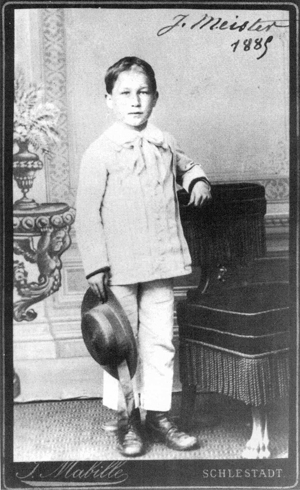
Meister criança (1885)

No dia 4 de julho de 1885 Joseph, filho do padeiro Joseph Meister Anthony, como de costume vai à cervejaria Witz na vizinha vila de Maisonsgoutte, distante alguns quilômetros, a fim de comprar fermento.
O garoto, que contava então nove anos de idade, ao chegar na aldeia foi atacado pelo cão raivoso de Theodore Vonne, um taberneiro, que também fora ferido levemente pelo animal; Joseph, contudo, sofreu mais cruelmente - tendo ao todo catorze mordidas em sua perna e braço direito.
Segundo seu próprio relato:
"Passando pela povoação de Maisonsgoutte para ir à cervejaria, de repente vi um cão de caça grande, que eu conhecia bem, por entre duas casas, abaixando a cabeça e se atirando sobre mim.
 Eu estava segurando na mão uma taça de estanho, e os cães raivosos não gostam de nada que brilha.
 Ele mordeu minha mão primeiro e, vindo sobre mim, me derrubou e mordeu-me gravemente as pernas, fazendo catorze ferimentos.
 Felizmente um serralheiro de Steige assistiu a cena de longe. Ele veio correndo com uma barra de ferro e bateu no cão.
 Enquanto isso o proprietário chegou. Pegou o animal pelo pescoço e o trancou num celeiro, mas também foi ferido no dedo."
Enquanto a filha do taberneiro lhe consertava as calças, alguns moradores lavaram-lhe os ferimentos. Meister foi depois, contudo, deixado sozinho para retornar para casa e, ferido, tinha que parar a cada dez metros, numa demorada jornada que preocupou seus pais: a mãe, Marie Angelique, chegou a pensar que o garoto cabulara a aula, já que depois de trazer o fermento deveria ir à escola. Mandam, então, alguém atrás do menino.
Vendo o estado dele, se apavoram e sua mãe o leva até o consultório do Dr. Weber, o médico da vila. Este procede à desinfecção das feridas com ácido carbólico mas, ante a gravidade e número das lesões, avisa que não há expectativas se fosse o caso de raiva.
A este tempo, o proprietário do cão, vendo seu estado agressivo, o conduz até Sélestat - distante cerca de 25 km, para que um veterinário o examine mas, no caminho, como o animal tentava atacar as pessoas, ele foi abatido por gendarmes; Vonne continua a viagem e o cão é autopsiado, sendo encontrados em seu estômago restos de palha, feno e madeira - constatando-se assim que estava realmente raivoso.
Vonne então, no caminho de volta, para num café onde relata o ocorrido; ali alguns presentes contam ter lido nos jornais sobre os experimentos de um químico, o Sr. Pasteur, inoculando a vacina experimental em cães com sucesso; ele, então, retorna à vila e, procurando os pais do garoto, lhes relata o que soubera.
No dia seguinte o Sr. Vonne e a esposa do padeiro, conduzidos por um seu parente, partem a Paris, enquanto o pai permanece na vila, cuidando dos negócios. Na capital francesa tiveram grande dificuldade para encontrar o endereço de Pasteur; sobre isso Meister relatou:
"O Sr. Pasteur tinha, naquela época, muitos inimigos, especialmente no mundo da medicina, e tínhamos muita dificuldade para encontrá-lo.
 Nos hospitais onde o procuramos queriam que ficasse por lá, dizendo que ali eu teria cuidados iguais aos do Sr. Pasteur e que, além disso, ele não estava em Paris.
 Minha mãe, irritada, respondia que ela havia chegado muito longe para encontrá-lo e queria saber onde ele se achava.
 Uma vez que não lhe atendiam, sem dar-lhe o endereço dele, ela começou a chorar. Vendo a sua insistência, fomos enviados para o Hotel Dieu, onde nos encontramos com o seu diretor que finalmente nos deu o endereço: ele trabalhava na Escola Normal, na rua d'Ulm..."
No dia 6 de julho, enfim, levam Meister a Pasteur.

## A vacina

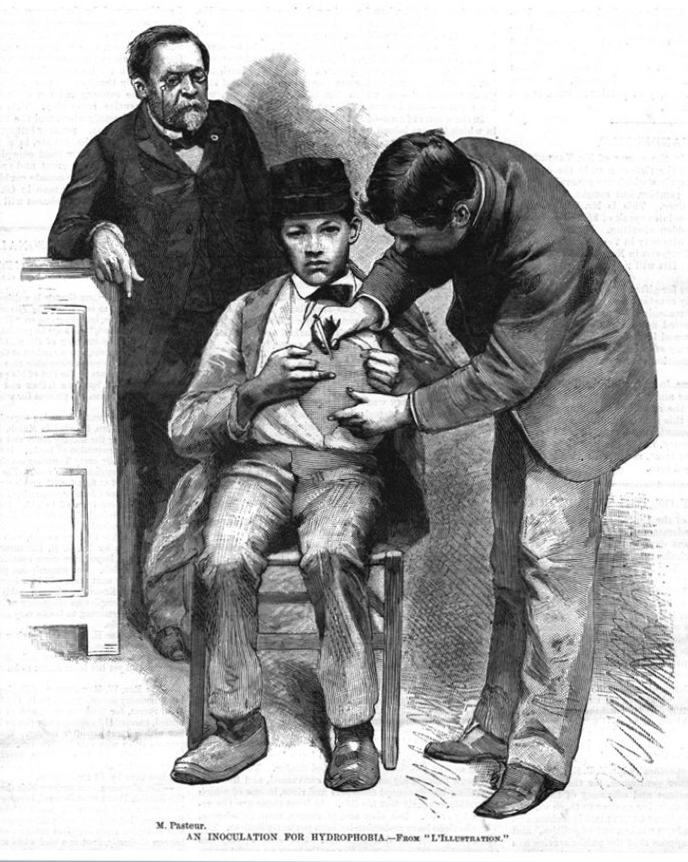
Pasteur assiste à inoculação da vacina em Joseph Meister.

Pasteur recebeu a visita inesperada; ele registrou: "A morte da criança parecia inevitável. Decidi, não sem profunda angústia e ansiedade, como se pode imaginar, aplicar em Joseph Meister o método que eu havia experimentado com sucesso consistente nos cães".
Meister também falou sobre esse momento: "O Sr. Pasteur ficou muito emocionado quando nos viu chegar, mas se mostrou relutante em iniciar o tratamento, afirmando que não podia se responsabilizar por mim, já que fizera seus experimentos apenas em animais, mas nunca em seres humanos. Minha mãe então pediu-lhe para que fizesse uma experiência, dizendo que eu já estava condenado, era melhor tentar o único tratamento que havia."
Pasteur queria, antes de iniciar o tratamento - e também porque, não sendo médico, este deveria ser feito por um profissional habilitado - consultar a dois colegas, os doutores Vulpian e Grancher que estão de acordo com a situação de morte certa do menino, bem como na realização do tratamento, que tem início naquela mesma noite, pelo médico Grancher; até o dia seguinte, conseguiram alojar os visitantes na própria École Normale, na sala de esgrima.
O tratamento durou até o dia 16, com doses crescentes da vacina sendo aplicada, num total de 21 sessões; exausto, Pasteur foi descansar em sua residência no Jura, recebendo de Gracher relatórios diários sobre o estado de saúde do garoto, a quem se afeiçoara. A 27 de julho Meister e sua mãe são liberados e retornam para a vila natal.
O sucesso daquele experimento pioneiro marcou a primeira vitória contra a raiva em seres humanos na história.

## Depois da vacina
Aos 14 anos Meister foi contratado por Pasteur para cuidar de suas cobaias. Mais tarde Meister veio a assumir a padaria do pai mas, falindo, resolve pedir emprego a Pasteur, no seu Instituto, iniciando como auxiliar de laboratório; em 1918 tornou-se seu concierge.
Em 1940, dez dias depois da entrada em Paris do exército nazista, Meister pôs fim à própria vida, supostamente para não ver o país ocupado pelos invasores, ou que esta ocupação profanaria o túmulo de Pasteur; na família, contudo, outra versão é narrada, de que teria se sentido culpado por não ter conseguido proteger os seus.